# Distretto di Karaçoban
Il distretto di Karaçoban (in turco Karaçoban ilçesi) è uno dei distretti della provincia di Erzurum, in Turchia.